# Итон, Томас Кэмпбелл
Томас Кэмпбелл Итон (англ. Thomas Campbell Eyton) — британский натуралист.

## Биография
Томас Кэмпбелл Итон появился на свет в родительском поместье Eyton Hall, рядом с Веллингтоном (Шропшир), и был сыном Томаса Итона. Он учился вместе со своим другом Чарльзом Робертом Дарвином в университете Кембриджа. После того, как в 1855 году Итон наследовал поместье, он построил там большой музей естествознания. Он был членом Линнеевского и Зоологического общества Лондона.
Произведения Итона указывали всё больше переход искусства гравюры к литографии в начале 19-го века. Его «A history of the rarer British birds» (1836), иллюстрированное ксилографией, появилось как дополнение к «History of British birds» Томаса Бьюика. В 1838 году Итон опубликовал труд об утиных — «A monograph on the Anatidæ or Duck tribe», который содержал шесть расписанных вручную литографий Эдварда Лира и множество одноцветных вклеек. Копии произведений — «Osteologia avium» (1867) и его первого дополнения (1869) хранятся в собрании библиотеки Корнеллского университета.

## Труды
- Osteologia avium. Williams & Norgate, London 1873-75. (2. дополнение к Osteologia avium.)
- Notes on Scent. Hobson, Wellington 1870.
- Supplement to Osteologia avium. Wellington 1869. (1. дополнение к Osteologia avium.)
- A synopsis on the Anatidæ or Duck tribe. Hobson, Wellington 1869.
- A history of the oyster and the oyster fisheries. van Voorst, London 1858.
- A catalogue of the skeletons of birds in his possession. London 1858.
- Osteologia avium. Hobson, Wellington 1858-67.
- A catalogue of the species of birds in his possession. Hobson, Wellington 1856.
- Some account of a dredging expedition on the Coast of the Isle of Man during the months of May, June, July and August 1852.
London 1852.
- The Herd book of Hereford Cattle. London 1846-53.
- A lecture on artificial or condensed manures. Wellington 1843.
- A monograph on the Anatidæ or Duck tribe. London 1838.
- A history of the rarer British birds. Longmans, Rees, Orme, Brown, Green & Houlstons, London 1836.

Описанный Итоном вид древесных уток носит его имя.